# Concordato de Bolonia
El Concordato de Bolonia fue un acuerdo firmado por el rey Francisco I de Francia y por el papa Leon X el 18 de agosto de 1516, un paso importante en la evolución de la Iglesia Galicana, pues este concordato sustituyó explícitamente la Pragmática sanción de Bourges de 1438, que había resultado ineficaz para garantizar la libertad de la Iglesia en Francia.[cita requerida]
Fue establecido en Bolonia, cuando Francisco de Francia había vencido en el alzamiento de la Batalla de Marignano en septiembre de 1515. En el concordato se acordó que el papa podía disponer de los ingresos obtenidos por la Iglesia católica en Francia, mientras que el rey fue confirmado en su derecho al diezmo de los clérigos y en el poder de restringir su derecho de apelación a Roma. El concordato confirmó el derecho del rey francés de nombrar arzobispos, obispos, abades y priores, permitiendo a la corona controlar a su personal y decidir quiénes serían los líderes de la Iglesia en Francia.
Algunos detalles del acuerdo confirmaron el veto papal a cualquier líder que eligiera el rey de Francia que fuera juzgado como verdaderamente inadecuado para el cargo, y el derecho de la Cámara Apostólica de apercibir los ingresos de los primeros años de cada beneficio, llamados annates. Este derecho, cuando se abusó de él, condujo a la dispersión de los prelados entre diferentes diócesis. En este concordato Francisco finalmente aceptó de modo firme que el poder del papa no quedaba sujeto a ningún concilio, una afirmación de la posición papal en la larga y conflictiva discusión sobre el conciliarismo, que fue condenado por el Quinto Concilio Lateranense, celebrado entre 1512 y 1517, lo que confirmó el concordato.

## Resultados del Concordato
El Concordato de Bolonia proveyó las normas en las que se basó la limitada Reforma en Francia: los descendientes de Francisco y Catalina de Médici no vieron ventaja alguna para la corona en ninguno de los gestos a favor de la Reforma en Francia. El rey de Francia tenía enormes poderes para dirigir la Iglesia y proveer puestos en los oficios de obispos y abades in commendam para sus fieles seguidores de la aristocracia. El Concordato terminó con cualquier vestigio de un principio electivo, en el cual los monjes o las canonjías catedralicias eligen a su abad u obispo: hubo durante cierto tiempo algunas protestas por parte de estas comunidades desencantadas con esto, cuyas aprobaciones de candidatos fueron tornándose en una mera formalidad. Esto permitió al rey mantener el control sobre la Iglesia, así como sobre el Estado. Durante muchos años, el rey de Francia luchó para mantener a la Iglesia católica en su poder, y fue avalado en esto por muchos que sostuvieron sus políticas. Esto condujo a la persecución de los no católicos bajo el reinado de Francisco I, Enrique II, Francisco II y Carlos IX.
Esta intolerancia religiosa conduciría a guerras civiles, conocidas en Francia como guerras de religión, y finalmente a la libertad religiosa en la forma del Edicto de Tolerancia, el Edicto de Saint-Germain promulgado por el regente de Carlos IX de Francia en 1562 y, finalmente, el Edicto de Nantes.